# Mystery – New York: Ein Spiel um die Ehre
Mystery – New York: Ein Spiel um die Ehre ist eine US-amerikanische Sportkomödie aus dem Jahr 1999. Der Film handelt von einem Freundschaftsspiel eines Provinzteams gegen ein NHL-Team.

## Inhalt
In dem kleinen, verschlafenen Nest Mystery in Alaska wird man entweder mit Schlittschuhen an den Füßen geboren, oder man wandert aus.
So ist es auch wenig verwunderlich, dass Eishockey der Sport schlechthin ist. Einmal wöchentlich trifft man sich daher zum Stadtspiel, dem Saturday Game, bei dem das Team um Captain und Sheriff John Biebe um die Ehre spielt. Die Besonderheit: es findet auf offenem Natureis eines Teichs ohne Banden (Open Ice) statt, das im Gegensatz zu künstlichem Eis (Halleneis) mehr Fähigkeiten vom Läufer und eine härtere Kondition abverlangt.
Alles wäre schön, würde nicht nach Jahren plötzlich Mysterys verlorener Sohn Charles Danner wieder auftauchen. Der erfolgreiche Sportreporter möchte – neben seiner Jugendliebe Donna, mittlerweile die Ehefrau von John Biebe – das Team wiedersehen und es zu einem Spiel um die Ehre gegen die New York Rangers motivieren.
Nach einigen skurrilen und sehr komischen Zwischenfällen (u. a. fährt Charles betrunken die Zamboni quer durch Mystery) kommen die Rangers schließlich doch zum großen Spiel, das beiden Teams am Ende zur Ehre gereicht.

## Kritiken
Der Film erreicht bei Rotten Tomatoes 38 % positive Wertungen. Der Konsens lautet: „Der Mangel an Hockey-Action und Authentizität ließ die Kritiker kalt.“ („The lack of hockey action and authenticity left critics cold.“) Filmcritic.com schrieb, dass der Film „nicht als ‚Kunstwerk‘ sondern als ‚Handwerk‘“ verstanden werden soll, das „nicht gut, aber auch nicht wirklich schlecht“ umgesetzt wurde.
Das Lexikon des internationalen Films meinte: „Sportfilm, der weniger Eishockey zelebriert als das Leben in der Provinz feiert, wobei die übercharakterisierten Persönlichkeiten den Zugang zu der bedingt spaßigen Komödie erschweren.“
Auch bei Philadelphia City Paper erhält der Film eher mäßige Kritik:„die Story […]von David Kelley ist witzig erzählt, aber sie ist nicht neu.“

## Hintergrund
Das Lied „I want to drive the Zamboni“ wurde zum Hit und landete in den Billboard-Charts Kanadas.
Der Film spielte bei einem geschätzten Budget von 28 Mio. Dollar nur ca. 9 Mio. Dollar ein.